# Кут (Чернівецький район)
Кут — село в Україні, у Чагорській сільській громаді Чернівецького району Чернівецької області.

## Історія
З 24 серпня 1991 року село входить до складу незалежної України.
17 липня 2020 року, в результаті адміністративно-територіальної реформи та ліквідації Глибоцького району, село увійшло до складу Чернівецького району.

## Населення
Національний склад населення за даними перепису 1930 року у Румунії:
| Національність | Кількість осіб | Відсоток |
| -------------- | -------------- | -------- |
| українці       | 305            | 74,39 %  |
| румуни         | 90             | 21,95 %  |
| німці          | 15             | 3,66 %   |

Мовний склад населення за даними перепису 1930 року:
| Мова       | Кількість осіб | Відсоток |
| ---------- | -------------- | -------- |
| українська | 327            | 79,76 %  |
| румунська  | 71             | 17,32 %  |
| німецька   | 12             | 2,93 %   |

## Галерея

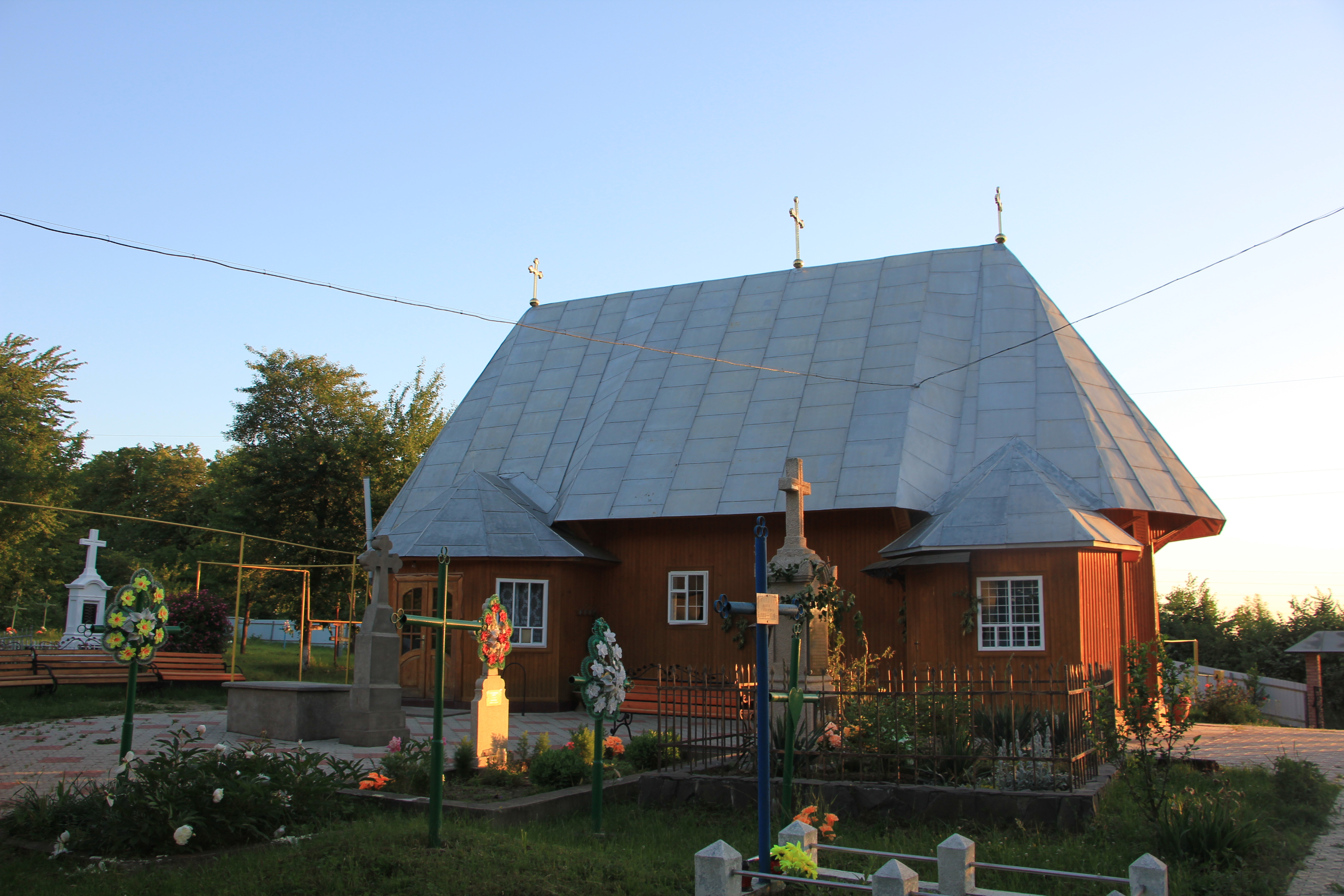
Дерев'яна церква Різдва Пр. Богородиці с. Кут
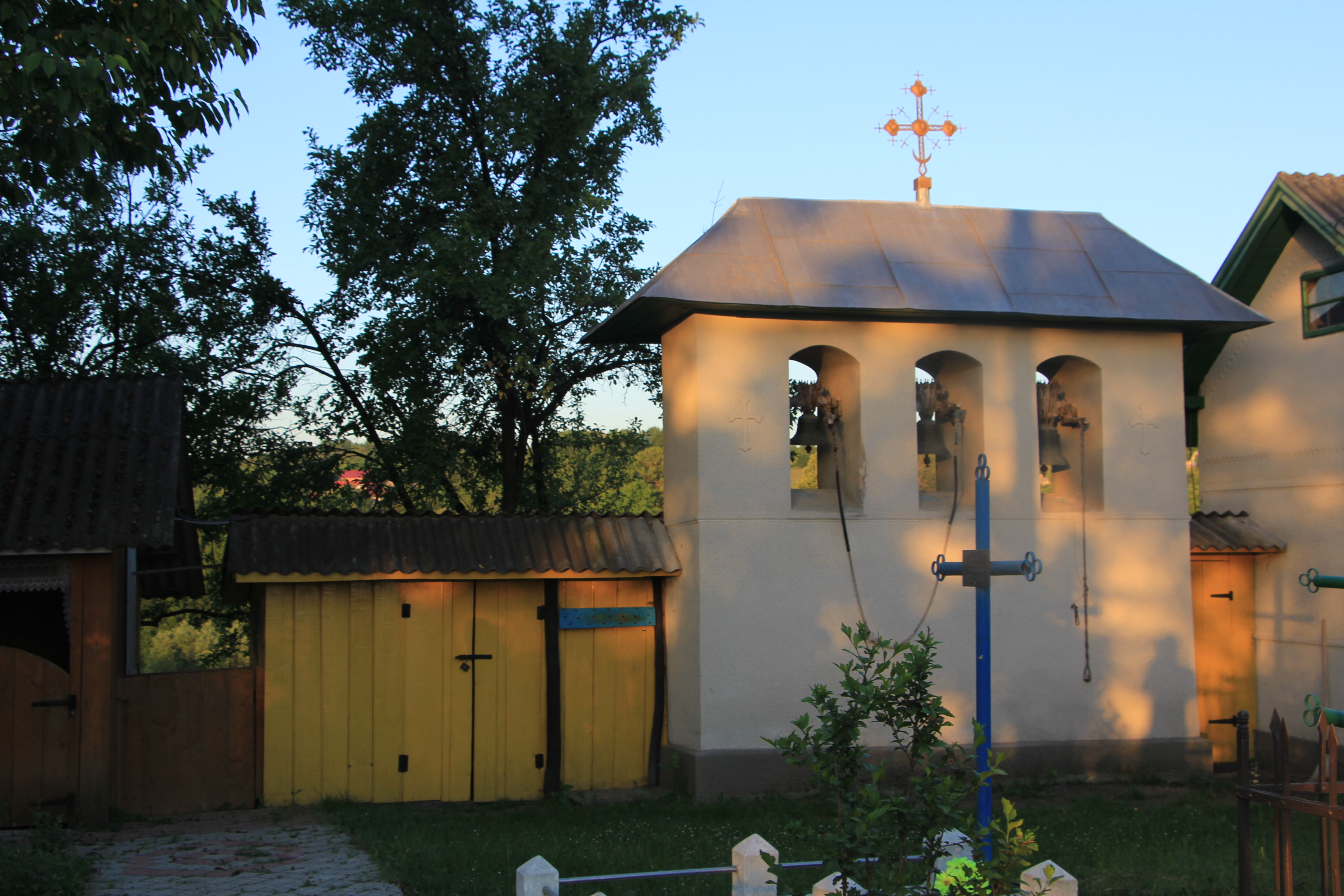
Дерев'яна церква Різдва Пр. Богородиці с. Кут